# 瓦勒达里
瓦勒达里（法語：Val d'Arry，法語發音：[val daʁi]）是法国卡尔瓦多斯省的一个市镇，属于维尔区。该市镇于2017年由原市镇努瓦耶-米西、勒洛舍尔和奥东河畔图尔奈合并而成，行政中心位于努瓦耶-米西。

## 地名
“瓦勒达里”（Val d'Arry）一名在法语中意为“阿里之谷”。阿里是卡尔瓦多斯省的一个旧市镇，于1832年并入勒洛舍尔。

## 地理
瓦勒达里（49°7'21"N, 0°34'2"W）面积17.61 平方千米，位于法国诺曼底大区卡爾瓦多斯省，该省份为法国西北部沿海省份，北濒大西洋英吉利海峡，东北与滨海塞纳省以海上边界相接，东临厄尔省，南至奧恩省，西与芒什省接壤。
与瓦勒达里接壤的市镇（或旧市镇、城区）包括：泰塞勒、奥东河畔格兰维尔、加夫吕、布日、瓦科涅-讷伊、阿容河畔朗德、奥东河畔埃皮奈、奥东河畔帕尔富吕、维伊博卡日、贝桑地区蒙、旺德。
瓦勒达里的时区为UTC+01:00、UTC+02:00（夏令时）。

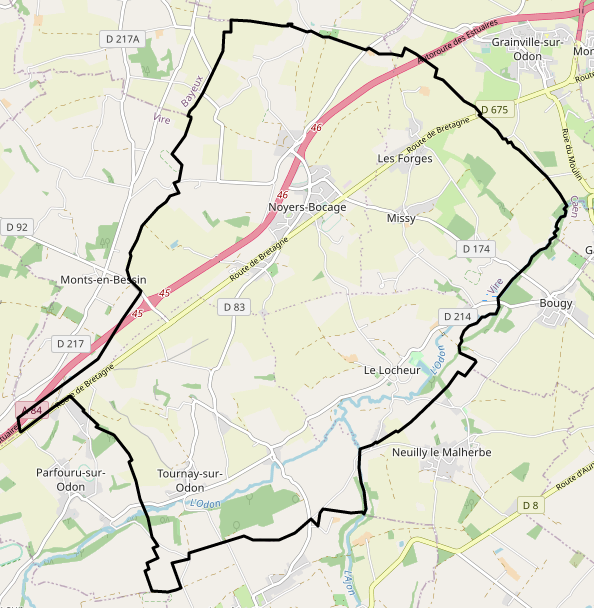
瓦勒达里的OSM定位图

## 行政
瓦勒达里的邮政编码为14210，INSEE市镇编码为14475。

## 政治
瓦勒达里所属的省级选区为莱蒙多奈县。

## 人口
瓦勒达里于2022年1月1日时的人口数量为2455人。